# Електронна демократія
Електро́нна демокра́тія (е-демократія) – форма суспільних відносин, за якої громадяни та організації залучаються до державотворення та державного управління, а також до місцевого самоуправління шляхом широкого застосування інформаційно-комунікаційних технологій.

Українське законодавство визначає електронну демократію як форму суспільних відносин, за якої громадяни та інститути громадянського суспільства залучаються до державотворення та державного управління, до місцевого самоврядування шляхом широкого застосування інформаційно-комунікаційних технологій в демократичних процесах, з  метою: 
- посилити участь, ініціативність та залучення громадян на всіх рівнях до публічного життя;
- поліпшити прозорість процесу прийняття рішень, підзвітність демократичних інститутів;
- поліпшити реакцію суб’єктів владних повноважень на звернення громадян;
- сприяти публічним дискусіям та привертати увагу громадян до процесу прийняття рішень[2].

Електронна демократія (також е-демократія, віртуальна демократія) — форма демократії, що характеризується використанням інформаційно-комунікаційних технологій (ІКТ) як основного засобу для колективних розумових (краудсорсинг) і адміністративних процесів (інформування, прийняття спільних рішень — електронне голосування, контролювання виконання рішень та т. д.) на всіх рівнях — починаючи з рівня місцевого самоврядування і закінчуючи міжнародним.
В основі уявлення про ефективність е-демократії лежать як теоретичні дослідження (інформаційна теорія демократії), так і експериментальні дані, отримані, наприклад, в ході досліджень колективного розуму.
- Відображає можливість кожного брати участь у формуванні та реалізації державної політики, прийнятті рішень органами влади, використовуючи при цьому інформаційні технології для двостороннього інтерактивного зв'язку між державою (органами влади) та громадянами.
- Мета тут полягає у створенні фундаменту для участі громадськості у прийнятті «державних» рішень, здійснення впливу на формування і реалізацію державної політики, розв'язання питань місцевого значення, посилення прозорості та підзвітності органів влади громадянам.
- Охоплює електронні вибори як елемент представницької демократії.
- Атрибут захисту громадянами своїх інтересів і визначення форм співпраці з державою за допомогою технологій е-урядування.
- Явище масштабніше, аніж е-урядування.

Основні терміни та завдання щодо запровадження е-демократії визначено в Рекомендаціях Комітету  міністрів Ради Європи CM/Rec(2009)1
Урядовими рішеннями задля розвитку електронної демократії в України в межах впровадження Ініціативи «Партнерство “Відкритий Уряд» передбачалось:
- розроблення Дорожньої карти розвитку електронної демократії (червень 2015 року)[4];
- забезпечення розроблення та подання в установленому порядку на розгляд Уряду Концепції розвитку електронної демократії (травень 2017 року) та розроблення та подання в установленому порядку на розгляд Уряду плану заходів з реалізації Концепції розвитку електронної демократії (листопад 2017 року)[5]

Розвиток електронної демократії є одним із компонентів Дорожньої карти реформ на 2015 [Архівовано 20 вересня 2020 у Wayback Machine.] рік, 2016-2017 [Архівовано 12 липня 2018 у Wayback Machine.] роки, 2019-2023 [Архівовано 20 січня 2022 у Wayback Machine.] роки Реанімаційного Пакету Реформ. Центр розвитку інновацій у співпраці з Коаліцією розвитку електронної демократії в Україні є організацією, яка відповідає за цей напрямок у межах Реанімаційного Пакету Реформ.
Базовими інструментами електронної демократії в Україні є: е-звернення, е-петиції, е-консультації та Громадський бюджет.  Додатковими інструментами можуть слугувати е-опитування, ІТ-рішення, які розвивають участь під час прийняття рішень органами державної влади та місцевого самоврядування, наприклад: ІТ-мапи доступності, ІТ-мапи скарг та проблем, звалищ, зелених насаджень та інше.
Центр розвитку інновацій [Архівовано 3 травня 2019 у Wayback Machine.] опублікував перший український пілотний Індекс місцевої е-демократії [Архівовано 14 липня 2019 у Wayback Machine.] у 2018 році та оцінив міста щодо розвитку е-демократії. 